# Sector eléctrico en la República Dominicana
El sector eléctrico en la República Dominicana es el encargado de la generación, transmisión, distribución y regulación de energía eléctrica en el país. Una prolongada crisis eléctrica e ineficaces medidas correctivas han llevado a un círculo vicioso de apagones habituales, altos costos operativos de las compañías de distribución, grandes pérdidas (incluyendo robo de electricidad a través de conexiones ilegales), elevadas tarifas minoristas para cubrir estas ineficiencias, bajas tasas de cobro de facturas, una significativa carga fiscal para el gobierno a través de subsidios directos e indirectos, y costos muy altos para los consumidores, ya que muchos dependen de una electricidad alternativa autogenerada muy costosa. Según el Banco Mundial, la revitalización de la economía dominicana depende en gran medida de una importante reforma del sector.

## Capacidad instalada
La generación de electricidad en la República Dominicana está dominada por plantas térmicas que mayoritariamente funcionan con combustible o gas (o gas natural líquido) importado. A finales de 2006, la capacidad instalada total de los servicios públicos era de 3.394 MW, de los cuales el 86% eran de origen térmico y el 14% hidroeléctrico. La participación detallada de las diferentes fuentes es la siguiente:
| Fuente              | Capacidad instalada (MW) | Participación (%) |
| ------------------- | ------------------------ | ----------------- |
| Turbinas de vapor   | 606.2                    | 17.9%             |
| Turbinas de gas     | 572.7                    | 16.9%             |
| Ciclo combinado     | 804                      | 23.7%             |
| Motores de fuel oil | 912                      | 26.9%             |
| Motores diésel      | 30                       | 0.9%              |
| Hidroelectricidad   | 469.3                    | 13.8%             |

Source: Estadísticas de la Superintendencia de Electricidad, 2006
La electricidad total generada en 2006 fue de 10.7 TWh. La generación experimentó un incremento anual del 7,7% entre 1996 y 2005. Sin embargo, entre 2005 y 2006 se registró una disminución anual media de aproximadamente el 10% en el total de electricidad generada.,

### Expansión planificada
En la actualidad existen planes en el sector privado para la construcción de dos plantas de carbón de 600 MW: Montecristi y Ázua. También se espera que, para el año 2012, se sumen al sistema de generación unos 186 MW adicionales de capacidad hidroeléctrica correspondientes a los siguientes proyectos en construcción:
- Palomino, con 99 MW, en la confluencia de los ríos Yaque del Sur y Blanco, y
- Las Placetas, con 87 MW, que implica una transferencia entre cuencas desde el río Bao hasta el río Jaguá.

El proyecto hidroeléctrico Pinalito, con 50 MW de capacidad instalada y localizado en los ríos Tireo y Blanco, está en servicio desde noviembre del 2009.